# ويني الدبدوب (فلم)
ويني الدبدوب (بالإنجليزية: Winnie the Pooh) هو فيلم رسوم متحركة غنائي عائلي كوميدي محرك يدويًا أمريكي، أنتجته شركة ديزني سنة 2011، مستوحى من القصص نفسها التي كان يكتبها الكاتب الأصلي البريطاني آلان ألكسندر ميلن. وهو الفيلم الأساسي الخامس لسلسلة أفلام ويني الدبدوب والفيلم الواحد والخمسون ضمن سلسلة أفلام ستوديوهات والت ديزني للرسوم المتحركة وثاني أفلام الستوديو مقتبسًا عن روايات آلان لويني الدبدوب وأخر أفلام الستوديو ليتم رسمه وتحريكه بالتحريك تقليدي. اعتبارًا من عام 2020، يعد هذا الفيلم آخر أفلام ديزني المُحرّكة تقليديا.
بدأ الإنتاج في سبتمبر 2009 بإعلان جون لاسيتر، كبير المسؤولين المبدعين في استوديوهات والت ديزني للرسوم المتحركة، أن ديزني تريد إنشاء فيلم «يتجاوز الأجيال». يضم الفيلم ست أغنيات لكريستين أندرسون لوبيز وروبرت لوبيز، كترجمة لأغنية شيرمان براذرز «ويني ذا بوه» للممثلة والموسيقية زوي ديشانيل. تم إصدار الفيلم في 6 أبريل 2011 في أوروبا، وفي 15 يوليو 2011 في الولايات المتحدة. تلقّى الفيلم مراجعات إيجابية إلى حد كبير من النقاد، لكنه لم ينجح تجاريًا، حيث حقق 50.1 مليون دولار في جميع أنحاء العالم بميزانية قدرها 30 مليون دولار.

## الشخصيات
كما تعوّدنا في كل فيلم لويني الدبدوب يرافقنا في الفيلم كل من:
1. ويني الدبدوب: هو بطل الفيلم عادةً، وهو دب أصفر اللون سمين وظريف ويحب أكل العسل وصديقه المفضل هو «كريم أمين».
2. فجلة: هو خنزير صغير، لونه بنفسجي وكثير الخوف.
3. نمور: وهو نمر نطاط، لونه برتقالي وهو من أحد أكثر الشخصيات نشاطاً وحباً للقفز.
4. أرنوب: هو أرنب عصبي وشديد الانفعال، لونه أصفر فاتح وعادةً ما يدعي الذكاء كما يفعل صديقه ظاظا أيضاً.
5. ظاظا: هو بومة، بني اللون وعادةً ما يكون السبب في أغلبية أحداث الفيلم.
6. كانجا: هي أم للطفل روو، هي كنغر تحب الهدوء والحياكة ولونها بني اللون وقامت بتأدية صوتها.
7. روو: هو أبن صغير لكانجا، كنغر بني اللون وهو بعكس أمه يحب الإزعاج وقامت بتأدية صوته.
8. حوّار: هو حمار كئيب، لونه أزرقٌ فاتح.
9. كريم أمين: هو ولد محب لحيواناته وخصوصاً صديقه المفضل ويني الدبدوب، عادةً ما يكون محور القصة حيث يبحث أصدقائه عنه بلا ملل أو كلل.
10. الراوي: هو من يقرأ قصة الفيلم بلا أن يظهر في الفيلم (صوت فقط).

## معلومات عن النسخة العربية
تم إخراج الحوار على يد المخرجة والمؤدية إيمان عياد، زوجة المؤدي معوض إسماعيل وأدت سابقًا دور شرلوت من فيلم الأميرة والضفدع،
كما تم أعداد النص العربي والأشعار على يد الشاعر والكاتب عمرو حسني، والذي عم سبقًا على عدة أفلام أخرى لشركة والت ديزني تضمنت علاء الدين، شركة المرعبين المحدودة، حياة حشرة، البحث عن نيمو، حياة الامبراطور الجديدة وغيرها،
وتم أخراج الغناء على يد المخرجة الموسيقية والمؤدية الصوتية جيهان الناصر، والتي أدت العديد من الأصوات تضمنت الصوت الغنائي لميجارا من فيلم هرقل، إزميرالدا من فيلم أحدب نوتردام، والصوت الغنائي والحواري لمذر جوثل من فيلم رابونزل وغيرها،
وتمت عملية الدوبلاج بستوديو مصرية ميديا للدبلجة، الترجمة والتسجيل الصوتي

### الأداء الصوتي

#### النسخة الرسمية (باللهجة المصرية)
- ناير ناجي - ويني الدبدوب
- كريم ناجي - كريم أمين
- عهدي صادق - أرنوب
- كمال عطية - نمور
- محسن حلمي - حَوَّار
- سلوى محمد علي - كانجا
- حبيبة الطايل - روو
- عمرو علوش - علطول
- رأفت لبيب - فجلة
- يوسف إسماعيل - الراوي

##### الأغاني
- الدبدوب موهوب في العسل

غناء: ناير ناجي
- في شيء مهم ورانا

غناء: جيهان الناصر
- الحلو فالموضوع

غناء: إلهامي أمين
- فاز بالبرطمان

غناء: رأفت لبيب، كريم ناجي، محمد عبد الوهاب، عزت غانم، شادية حسني، ناير ناجي، جيهان الناصر، حبيبة الطايل
- العلطول

غناء: رأفت لبيب، إلهامي أمين، محمد عبد الوهاب، عزت غانم، شادية حسني، ناير ناجي، جيهان الناصر
- دي فكرة جنان

غناء: إلهامي أمين، محمد عبد الوهاب
- كل شيء عسل

غناء: نهى فكري، عزت غانم، ناير ناجي، جيهان الناصر
- ويني الدبدوب

غناء: نهى فكري

#### نسخةتلفزيون ج(لغة عربية فصحى)
- يوسف إسماعيل - الراوي
- ناير ناجي - ويني الدبدوب
- محسن حلمي - إييور
- أيمن عبد الرحمن - أول
- معوض إسماعيل - بيغليت
- محمد أيمن - كريستوفر روبين
- سلوى محمد علي - كانجا
- حبيبة حازم - روو
- عهدي صادق - رابيت
- كمال عطية - تيغر
- محمود حمودة - أوشطر

## الإنتاج
اتصل جون لاسيتر، كبير مسؤولي الإبداع في استديوهات والت ديزني للرسوم المتحركة، بستيفن أندرسون ودون هول لأول مرة في نوفمبر 2008 بشأن صنع فيلم جديد لـويني-ذا-بوه، حيث أصبح الاثنان متحمسين للفكرة وقبلا المشروع. في عام 2009، شاهد لاسيتر وأندرسون وهال الأفلام القصيرة والأفلام الكلاسيكية لـويني-ذا-بوه لمعرفة كيفية جعل شخصية العنوان ذات صلة ثقافية.
بعد رحلة إلى غابة أشداون في ساسكس، جنوب شرق إنجلترا لاستكشاف موقع القصص الأصلية لآلان ألكسندر ميلن، قام صانعو الأفلام بالتعاقد مع بيرني ماتينسون، أحد مخضرمي ديزني الذي عمل رساما رسوم متحركة رئيسي في الفيلم القصير ويني-ذا-بوه و (Tigger Too) لعام 1974، للخدمة كفنان رئيسي في القصة المصورة للفيلم، مع إخراج أندرسون وهول.
في الأصل، كان من المفترض أن يعرض الفيلم خمس قصص من كتب آلان ألكسندر ميلن، ولكن انتهى القص النهائي بالاستناد على ثلاث قصص. أعلن لاسيتر أيضًا أن أصدقاء وأقارب شخصية الأرنب سيكونون في الفيلم، ولكن تم حذف مشهدهم في النهاية.

## الإصدار
تم عرض الفيلم يوم الأربعاء 6 أبريل 2011 في بلجيكا، وفي 11 أبريل في ألمانيا؛ وفي 15 أبريل في المملكة المتحدة. تم إصداره في 15 يوليو 2011 في الولايات المتحدة.

### أفلام قصيرة
سبق الفيلم فيلم الرسوم المتحركة القصير (The Ballad of Nessie)، والذي كان يدور حول وحش لوخ نس اسمه (Nessie). في بعض العروض الدولية، ظهرت أيضًا حلقة (Cubby's Goldfish) من سلسلة ديزني جونيور جايك وقراصنة أرض الأحلام.

### الوسائط المنزليّة
تم إصدار الفيلم لأول مرة كرقم 51 في مجموعة الرسوم المتحركة الكلاسيكية على بلو راي ودي في دي والتحميل الرقمي في 25 أكتوبر 2011.

## الجوائز
| الجائزة                            | الفئة                                       | الفائز                                                                                                | النتيجة       |
| ---------------------------------- | ------------------------------------------- | --- | ------------- |
| جائزة آني                          | التأثيرات المتحركة في إنتاج الرسوم المتحركة | دان لوند                                                                                              | رُشِّح           |
| جائزة آني                          | تحريك الشخصيات في إنتاج روائي               | أندرياس ديخا                                                                                          | رُشِّح           |
| جائزة آني                          | تحريك الشخصيات في إنتاج روائي               | مارك هين                                                                                              | رُشِّح           |
| جائزة آني                          | جائزة آني لإخراج فيلم روائي طويل            | دون هول وستيفن أندرسون                                                                                | رُشِّح           |
| جائزة آني                          | الموسيقى في إنتاج روائي                     | زوي ديشانيل، كريستين أندرسون لوبيز، هنري جاكمان، روبرت لوبيز                                          | رُشِّح           |
| جائزة آني                          | تصميم الإنتاج                               | بول فيليكس                                                                                            | رُشِّح           |
| جائزة آني                          | القصة المصورة في إنتاج روائي                | جيريمي سبيرز                                                                                          | فوز           |
| جائزة آني                          | جائزة آني للكتابة في إنتاج روائي طويل       | بريان كسينجر، كينديل هوير، دون دوجيرتي، كليو شيانغ، دون هول، ستيفن أندرسون، نيكول ميتشل، جيريمي سبيرز | رُشِّح           |
| جمعية شيكاغو لنقاد السينما         | أفضل فيلم رسوم متحركة                       | دون هول وستيفن أندرسون                                                                                | رُشِّح           |
| جوائز روتن توميتوز 2011            | أفضل فيلم رسوم متحركة                       | ويني-ذا-بوه                                                                                           | المركز الثاني |
| جمعية نقاد السينما عبر الإنترنت    | أفضل فيلم رسوم متحركة                       | ويني-ذا-بوه                                                                                           | رُشِّح           |
| جمعية واشنطن العاصمة لنقاد السينما | أفضل فيلم رسوم متحركة                       | دون هول وستيفن أندرسون                                                                                | رُشِّح           |

## المصدر
1. ↑  Winnie the Pooh (2011) - Box Office Mojo نسخة محفوظة 30 يونيو 2018 على موقع واي باك مشين.
2. ↑  "Winnie the Pooh (2011) - Financial Information". ذي نمبرز. مؤرشف من الأصل في 2019-12-11. اطلع عليه بتاريخ 2016-05-18.
3. ↑  Lussier، Germain (6 مارس 2013). "Walt Disney Company Currently Not Developing Any Hand-Drawn Animated Features". /Film. مؤرشف من الأصل في 2020-11-11. اطلع عليه بتاريخ 2020-01-25.
4. ↑  Brown، Mark (10 سبتمبر 2009). "Disney Brings Back Winnie the Pooh". Guardian. مؤرشف من الأصل في 2019-03-29. اطلع عليه بتاريخ 2011-05-31.
5. ↑  Walt Disney Pictures (31 مارس 2011). "Zooey Deschanel Performs Three Songs for Winnie the Pooh Read more: Zooey Deschanel Performs Three Songs for Winnie the Pooh". ComingSoon.net. مؤرشف من الأصل في 2014-07-30. اطلع عليه بتاريخ 2011-09-06.
6. ↑  Orange، Alan (11 نوفمبر 2010). "Winnie the Pooh Trailer and Photos". MovieWeb. مؤرشف من الأصل في 2013-12-08. اطلع عليه بتاريخ 2011-05-31.
7. ↑  Zahed، Ramin (10 يوليو 2011). "Back to the Days of Christopher Robin & Pooh". Animation Magazine. مؤرشف من الأصل في 2020-08-03. اطلع عليه بتاريخ 2019-12-16.
8. ↑  Radish، Christina (7 يوليو 2011). "Co-Directors Don Hall and Stephen Anderson Interview WINNIE THE POOH". Collider. مؤرشف من الأصل في 2020-01-08. اطلع عليه بتاريخ 2019-12-16.
9. ↑  King، Susan (13 يوليو 2011). "New 'Winnie the Pooh' movie goes back to its Hundred Acre Wood roots". لوس أنجلوس تايمز. مؤرشف من الأصل في 2018-10-05. اطلع عليه بتاريخ 2015-07-05.
10. 1 2  "Disney's New 'Winnie The Pooh' Movie Gets Release Date, Production Details". Geeks of Doom. 10 يناير 2011. اطلع عليه بتاريخ 2011-05-31.
11. ↑  J. Lang، Derrik (9 نوفمبر 2010). "Disney going old school with new Winnie the Pooh movie". Today. مؤرشف من الأصل في 2019-03-29. اطلع عليه بتاريخ 2016-09-07.
12. ↑  Soteriou، Helen (18 أبريل 2011). "Winnie the Pooh returns to animate cinemas". BBC News. مؤرشف من الأصل في 2019-03-29. اطلع عليه بتاريخ 2016-11-12.
13. ↑  Desowitz، Bill (15 يوليو 2011). "Reinventing 'Winnie the Pooh'". Animation World Network. مؤرشف من الأصل في 2019-03-29. اطلع عليه بتاريخ 2016-11-12.
14. ↑  Tilly, Chris (10 سبتمبر 2009). "Winnie the Pooh Returns". آي جي إن. نيوز كوربوريشن. مؤرشف من الأصل في 2011-12-19. اطلع عليه بتاريخ 2010-05-06.
15. ↑  Winnie the Pooh (Deleted Scenes). Stephen Anderson. Burbank, California: والت ديزني ستوديوز موشن بيكشرز. 2011 [2011].{{استشهاد بتسجيلات}}:  صيانة الاستشهاد: others in cite AV media (notes) (link)
16. 1 2  Chang، Justin (1 أبريل 2011). "Film Reviews: Winnie the Pooh". فارايتي. مؤرشف من الأصل في 2016-09-25.
17. ↑  "Launching Films". UK Film Distributors' Association. مؤرشف من الأصل في 2011-01-19. اطلع عليه بتاريخ 2010-11-13.
18. ↑  "First Images From The Ballad of Nessie". Coming Soon. 14 مارس 2011. مؤرشف من الأصل في 2014-01-04. اطلع عليه بتاريخ 2011-05-31.
19. ↑  Gordon، James (18 أبريل 2011). "Review: Winnie the Pooh". Platform Online. مؤرشف من الأصل في 2016-12-29. اطلع عليه بتاريخ 2011-05-31.
20. ↑  "Winnie the Pooh Blu-ray". Blu-ray.com. 6 أبريل 2016. مؤرشف من الأصل في 2018-09-04. اطلع عليه بتاريخ 2016-04-06.
21. ↑  Giardina، Carolyn (4 فبراير 2012). "'Rango' Wins Annie Award for Best Animated Feature". The Hollywood Reporter. مؤرشف من الأصل في 2020-09-23. اطلع عليه بتاريخ 2015-03-31.
22. ↑  Tapley، Kristopher (يناير 2012). "13th Annual Golden Tomato Awards". Rotten Tomatoes. مؤرشف من الأصل في 2017-12-02. اطلع عليه بتاريخ 2018-03-28.

## وصلات خارجية
- الموقع الرسمي
- الموقع الرسمي في الشرق الأوسط (بالإنجليزية)
- مقالات تستعمل روابط فنية بلا صلة مع ويكي بيانات
- ويني الدبدوب على موقع أول موفي.
- ويني الدبدوب في والت ديزني أنيمايشن ستوديوز